# Vegyes váltó rövidpályás gyorskorcsolya a 2017. évi téli európai ifjúsági olimpiai fesztiválon
A 2017. évi téli európai ifjúsági olimpiai fesztiválon az rövidpályás gyorskorcsolya versenyszámainak Erzurum adott otthont. A vegyes váltó rövidpályás gyorskorcsolya elődöntőit február 16-án, a döntőket pedig február 17-én rendezték.

## Elődöntő
| 1. futam | 1. futam      | 1. futam                                                                                         | 1. futam | 1. futam | 1. futam | 1. futam |
| H        | R             | Név Nemzet                                                                                       | Hátrány  | Idő      | Mj       |          |
| -------- | ------------- | ------------------------------------------------------------------------------------------------ | -------- | -------- | -------- | -------- |
| 1.       | 19 20 121 122 | Oroszország · Sofya Boytsova · Vera Rasskazova · Konstantin Ivliev · Aleksei Simakin             |          | 4:23.173 | QA       |          |
| 2.       | 13 14 115 116 | Hollandia · Georgie Dalrymple · Sara Van Zuijlen · Hugo Bosma · Melle Van 'T Wout                | +0.500   | 4:23.673 | QA       |          |
| 3.       | 17 18 119 120 | Románia · Albert Júlia · Gidro Antónia · Cosmin Ionut Nedelea · Szász Attila István              | +12.067  | 4:35.240 | QB       |          |
| 4.       | 26 27 128 129 | Ukrajna · Anna Makovetska · Daria Voropaieva · Denys Iofin · Mykyta Khochyn                      | +31.700  | 4:54.873 | QB       |          |
| 2. futam |               |                                                                                                  |          |          |          |          |
| H        | R             | Név Nemzet                                                                                       | Hátrány  | Idő      | Mj       |          |
| 1.       | 15 16 117 118 | Lengyelország · Patrycja Markiewicz · Kamila Stormowska · Jan Bogdanowicz · Krystian Giszka      |          | 4:26.241 | QA       |          |
| 2.       | 24 25 126 127 | Törökország · Sema Cirti · Kubra Uzun · Hazar Karagol · Fatih Ozden                              | +2.034   | 4:28.275 | QA       |          |
| 3.       | 1 2 101 102   | Fehéroroszország · Ekaterina Krasnova · Maryia Tsiaselkina · Yahor Damaratski · Uladzislau Hapon | +10.549  | 4:36.790 | QB       |          |
| 4.       | 5 6 104 105   | Csehország · Adela Bicanova · Tereza Pfeiferova · Radek Fajkus · Zdenek Sejpal                   | +38.312  | 5:04.553 | QB       |          |

## B döntő
| H  | R             | Név Nemzet                                                                                       | Hátrány | Idő      | Mj |
| -- | ------------- | ------------------------------------------------------------------------------------------------ | ------- | -------- | -- |
| 1. | 17 18 119 120 | Románia · Albert Júlia · Gidro Antónia · Cosmin Ionut Nedelea · Szász Attila István              |         | 4:33.137 |    |
| 2. | 26 27 128 129 | Ukrajna · Anna Makovetska · Daria Voropaieva · Denys Iofin · Mykyta Khochyn                      | +1.082  | 4:34.219 |    |
| 3. | 1 2 101 102   | Fehéroroszország · Ekaterina Krasnova · Maryia Tsiaselkina · Yahor Damaratski · Uladzislau Hapon | +9.072  | 4:42.209 |    |
| 4. | 5 6 104 105   | Csehország · Adela Bicanova · Tereza Pfeiferova · Radek Fajkus · Zdenek Sejpal                   | +20.018 | 4:53.155 |    |

## Döntő
| H  | R             | Név Nemzet                                                                                  | Hátrány | Idő      | Mj |
| -- | ------------- | ------------------------------------------------------------------------------------------- | ------- | -------- | -- |
| 1. | 19 20 121 122 | Oroszország · Sofya Boytsova · Vera Rasskazova · Konstantin Ivliev · Aleksei Simakin        |         | 4:22.578 |    |
| 2. | 15 16 117 118 | Lengyelország · Patrycja Markiewicz · Kamila Stormowska · Jan Bogdanowicz · Krystian Giszka | +2.265  | 4:24.843 |    |
| 3. | 13 14 115 116 | Hollandia · Georgie Dalrymple · Sara Van Zuijlen · Hugo Bosma · Melle Van 'T Wout           | +3.302  | 4:25.880 |    |
| 4. | 24 25 126 127 | Törökország · Sema Cirti · Kubra Uzun · Hazar Karagol · Fatih Ozden                         | +13.530 | 4:36.108 |    |